# Pannecé
Pannecé est une commune de l'Ouest de la France, située dans le département de la Loire-Atlantique, en région Pays de la Loire. Elle fait partie du canton d'Ancenis. Pannecé se trouve également dans la Bretagne historique et le Pays nantais.

## Géographie

### Localisation
Pannecé est située à 17 km au nord d'Ancenis et à près de 45 km au nord de Nantes.
Plus précisément, la commune se trouve dans l'arrondissement de Châteaubriant-Ancenis et le canton d'Ancenis.

Situation de la commune de Pannecé dans le département de la Loire-Atlantique.

### Communes limitrophes
Les communes limitrophes sont les suivantes :

### Relief
L'altitude maximale est de 79 mètres et son altitude minimale de 22 mètres. Son altitude moyenne est de 51 mètres.

### Hydrographie
La commune est traversée par Le Donneau.

### Climat
Pour des articles plus généraux, voir Climat des Pays de la Loire et Climat de la Loire-Atlantique.
En 2010, le climat de la commune est de type climat océanique altéré, selon une étude du CNRS s'appuyant sur une série de données couvrant la période 1971-2000. En 2020, Météo-France publie une typologie des climats de la France métropolitaine dans laquelle la commune est exposée à un climat océanique et est dans la région climatique  Bretagne orientale et méridionale, Pays nantais, Vendée, caractérisée par une faible pluviométrie en été et une bonne insolation. 
Pour la période 1971-2000, la température annuelle moyenne est de 12 °C, avec une amplitude thermique annuelle de 13,8 °C. Le cumul annuel moyen de précipitations est de 720 mm, avec 12,4 jours de précipitations en janvier et 6,2 jours en juillet. Pour la période 1991-2020, la température moyenne annuelle observée sur la station météorologique de Météo-France la plus proche, sur la commune de Nort-sur-Erdre à 20 km à vol d'oiseau, est de 12,4 °C et le cumul annuel moyen de précipitations est de 760,4 mm,. Pour l'avenir, les paramètres climatiques de la commune estimés pour 2050 selon différents scénarios d'émission de gaz à effet de serre sont consultables sur un site dédié publié par Météo-France en novembre 2022.

## Urbanisme

### Typologie
Au 1er janvier 2024, Pannecé est catégorisée bourg rural, selon la nouvelle grille communale de densité à sept niveaux définie par l'Insee en 2022.
Elle est située hors unité urbaine. Par ailleurs la commune fait partie de l'aire d'attraction d'Ancenis-Saint-Géréon, dont elle est une commune de la couronne,. Cette aire, qui regroupe 12 communes, est catégorisée dans les aires de 50 000 à moins de 200 000 habitants,.

### Morphologie urbaine
La commune est composée d'un bourg principal et d'autres lieux-dits, hameaux et écarts listés ci-dessous :
- l'Aumerie
- l'Androuaire
- la Barbière
- les Bas-Roseaux
- la Basse-Joussière
- la Basse-Meslière
- la Basse-Returière
- Beauchêne
- Belle-Fontaine
- Blanche-Noue
- la Blanchetière
- le Bois-Clos
- le Bois-Robin
- le Bon-Poirier
- la Boraire
- la Bourdinière[Note 2]
- le Bourdonnais
- la Bréchallerie
- Bulot
- la Bussonnière
- la Cantinière
- Caquereau
- la Chevretière
- le Clos-Joli
- les Contents
- la Conterie
- la Cormerais
- la Cour
- la Croix
- le Croix-Chemin
- la Croix-Rondelle
- la Dinetière
- l'Écobut
- l'Epaut
- l'Eraudière
- le Faulx
- la Floquerie
- la Garde
- la Gare
- la Gasdonnière
- la Gasnerie
- la Grande-Verrerie
- le Gotas
- la Haie-Chapeau
- la Haie-Lusseau
- la Harleyère
- la Haute-Joussière
- la Haute-Returière
- les Hauts-Roseaux
- la Hervelinière
- la Jeulière
- la Jutonnière
- la Lande-Benier
- le Landreau
- la Ménerie
- la Meslière
- la Métairie
- la Moisandière
- le Mortier
- la Nourricière
- la Papinière
- la Petite-Haie
- la Petite-Verrerie
- la Plesse
- le Pont-Floquart
- la Rioulière
- la Rivière
- la Roche-Aubry
- la Royère
- la Simonière
- le Tremblay
- la Trotterie
- Riaveau
- les Roseaux
- Saint-Jacques
- Saint-Joseph
- Sainte-Marie
- Saint-Martin

### Voies de communication et transports
L'aéroport le plus proche se trouve à Nantes.

### Logement
En 2018, il y avait en tout 576 logements à Pannecé. Parmi ceux-ci 90,4 % étaient des résidences principales, 3,7 % des résidences secondaires et enfin 5,8 % des logements étaient vacants.
De même 76,0 % des personnes sont propriétaires et 22,7 sont locataires.
Les logements se répartissent entre maison individuelle et appartement représentant respectivement 98,3 % et 0,9 %, les autres types d'habitations représentant les 0,9 % restant. Enfin le parc immobilier se compose de 0,4 % de 1 pièce, 4 % de 2 pièces, 11 % de 3 pièces, 27,4 % de 4 pièces et 57,3 % de 5 pièces ou plus.

## Toponymie
Le nom de la localité est attesté sous la forme Paneceacum en 1110.
En gallo, le nom de la commune est Penecë selon l'écriture ABCD, ou Pe·nçë ou Pin·nçë selon l'écriture MOGA, deux graphies qui reflètent les deux prononciations relevées : [pənsə] ou [pɛ̃nsə].
Le nom de la commune est Panezeg en breton, cependant le breton n'y a jamais été la langue vernaculaire.
Ses habitants sont les Pannecéens et les Pannecéennes.

## Histoire

### Antiquité
Les trésors de Pannecé
Deux trésors composés de pièces ont été découverts vers Pannecé en 1841, 1852 puis 2002.

#### Le trésor de PannecéI

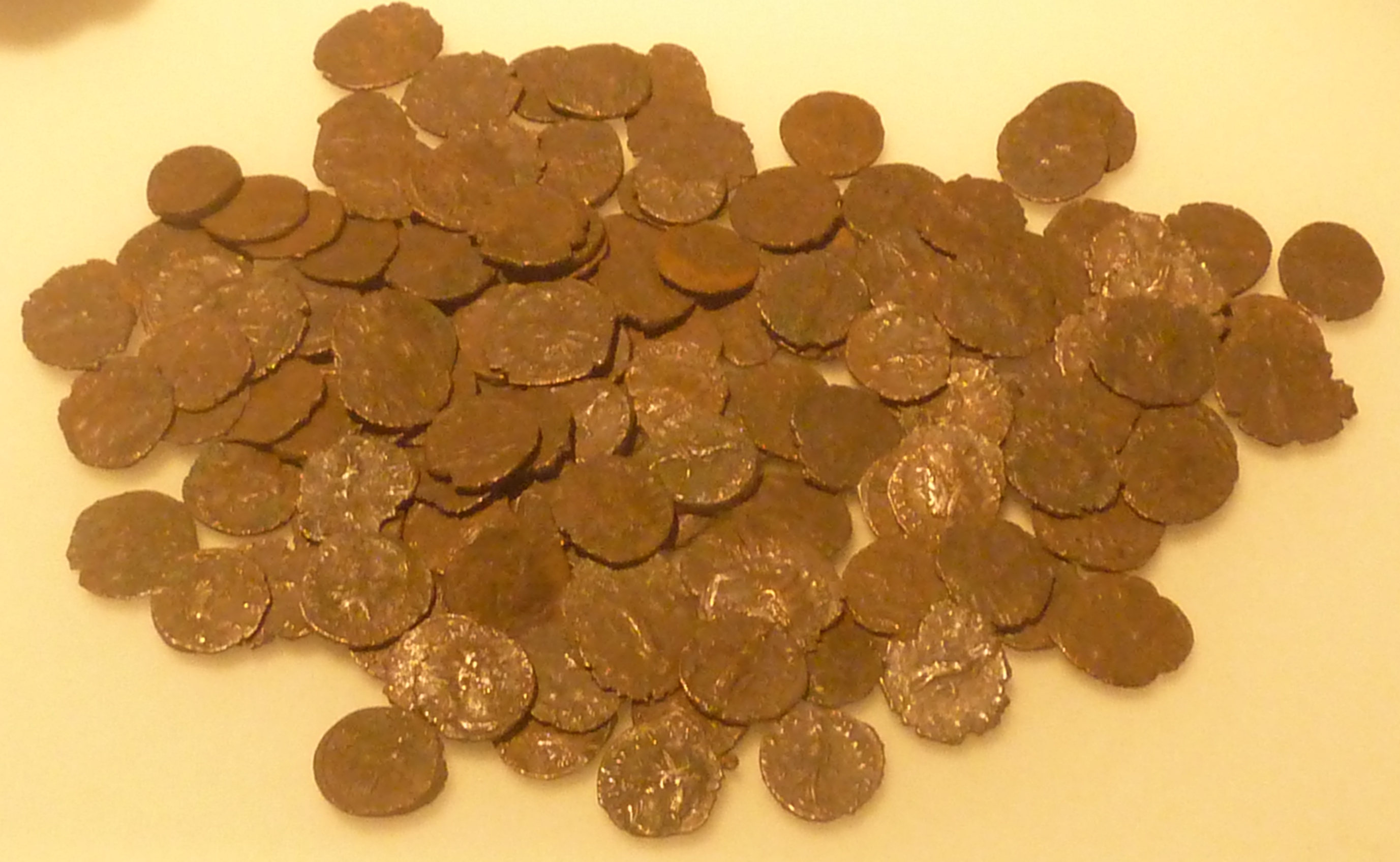
Le trésor de Pannecé II (antoniniens) découvert en 2002 (Musée d'histoire et d'archéologie de Vannes)

Durant la période de l'empire des Gaules, le lieu-dit la Bourdinière abritait une caserne gallo-romaine.
En 1852, un trésor fut découvert sur le site de la commune. Il était composé de  27 monnaies (de Trajan à Maximien Hercule) et d'une statue de bouc en bronze datant du IIIe siècle. En tout, 120 kg de pièces gallo-romaines furent trouvées et le bouc de Mercure est le symbole de Pannecé. Il est visible au musée Dobrée à Nantes.

#### Le trésor de PannecéII
Pendant l'automne 2002, deux promeneurs longeant la rivière de Pannecé aperçoivent des monnaies oxydées à la surface d'un champ fraîchement labouré. En creusant, ils trouvent une céramique brisée remplie de pièces, puis une jarre à deux anses et un amas de monnaies. Les recherches archéologiques effectuées depuis ont mis au jour à cet endroit les fondations d'un bâtiment probablement agricole. Le trésor, constitué de 41 000 pièces (108 kg), était caché dans une fosse accolée à l'un des murs du bâtiment et y a été enfoui probablement en 274 apr. J.-C. car les monnaies trouvées sont des antoniniens de Tetricus Ier (271-274).

### Moyen Âge
Le bourg actuel de Pannecé semble s'être constitué autour du lieu-dit la Bourdinière. En 1460, la baronnie d'Ancenis lui confère en effet le titre de « ville de la Bourdinière ». L'église principale est alors consacrée à Saint Pierre.

### Époque moderne
Au début du XVIIe siècle, Pannecé est devenue plus importante que La Bourdinière. Une église y est alors édifiée, celle de La Bourdinière étant peu à peu abandonnée.

## Politique et administration

### Tendances politiques et résultats
Élection présidentielle de 2007
Lors du premier tour 28,22 % des voix étaient remportées par Nicolas Sarkozy et 22,05 % par Ségolène Royal. Lors du second tour 52,41 % des voix furent remportées par Nicolas Sarkozy contre 47,59 % pour Ségolène Royal. Le taux de participation fut de 89,52 % (moyenne nationale de 83,97 %) et 4,22 % des votes exprimés étaient blanc ou nul (moyenne nationale de 4,20 %).
Élections législatives de 2007
Pannecé fait partie de la cinquième circonscription de la Loire-Atlantique (qui comprend les Cantons de Ancenis, Carquefou, La Chapelle-sur-Erdre, Ligné, Nantes 8, Riaillé, Saint-Mars-la-Jaille, Varades).
Lors du second tour Michel Ménard a été élu.
Élections municipales de 2008
Le maire sortant était Pépita Joulain.
Pannecé avait alors une population inférieure à 2 500 habitants, par conséquent elle élit 19 conseillers municipaux. Lors des élections municipales de 2008 le nombre d'inscrits était de 855 personnes.
Le nouveau maire est Daniel Terrien. Le taux de participation fut de 73,57 % et 4,93 % des votes exprimés étaient blanc ou nul.

### Administration municipale
Le conseil municipal est composé de 19 conseillers élus pour 6 ans.

### Liste des maires
| Période                                  | Période                   | Identité           | Étiquette    | Qualité                                        |
| ---------------------------------------- | ------------------------- | ------------------ | ------------ | ---------------------------------------------- |
| Les données manquantes sont à compléter. |                           |                    |              |                                                |
| ca. 1929                                 |                           | Pierre Hamon       | Conservateur |                                                |
| 1945                                     | mars 1965 (décès)         | Pierre Gautret     |              | Ancien charron-tôlier                          |
| mars 1965                                | mars 1971                 | Joseph Goubaud     |              |                                                |
| mars 1971                                | mars 1977                 | Gilbert Gaillard   |              | Industriel                                     |
| mars 1977                                | juin 1995                 | Joseph Lainé       | DVD          | Ancien adjoint au maire Maire honoraire (2009) |
| juin 1995                                | mars 2008                 | Pépita Joulain     | UDF puis UMP | Comptable                                      |
| mars 2008                                | mai 2020                  | Daniel Terrien     | DVG          | Éleveur de moutons                             |
| mai 2020                                 | En cours (au 31 mai 2020) | Jean-Michel Claude | SE           | Agriculteur                                    |

### Politique environnementale
Neuf éoliennes ont été construites à Pannecé en 2010.

### Jumelages
Pannecé ne fait partie d'aucun jumelage.

## Population et société

### Démographie
Selon le classement établi par l'Insee, Pannecé est une commune multipolarisée. Elle fait partie de la zone d'emploi d'Ancenis et du bassin de vie de Nort-sur-Erdre. Elle n'est intégrée dans aucune unité urbaine. Toujours selon l'Insee, en 2010, la répartition de la population sur le territoire de la commune était considérée comme « peu dense » : 90 % des habitants résidaient dans des zones « peu denses »  et 10 % dans des zones « très peu denses ».

#### Évolution démographique
De 1793 à 1954, la population de Pannecé a approché les 1 700 habitants, avec un maximum de 1 613 habitants en 1891.

L'évolution du nombre d'habitants est connue à travers les recensements de la population effectués dans la commune depuis 1793. Pour les communes de moins de 10 000 habitants, une enquête de recensement portant sur toute la population est réalisée tous les cinq ans, les populations de référence des années intermédiaires étant quant à elles estimées par interpolation ou extrapolation. Pour la commune, le premier recensement exhaustif entrant dans le cadre du nouveau dispositif a été réalisé en 2004.

En 2022, la commune comptait 1 454 habitants, en évolution de +8,35 % par rapport à 2016 (Loire-Atlantique : +6,68 %, France hors Mayotte : +2,11 %).
| 1793  | 1800  | 1806  | 1821  | 1831  | 1836  | 1841  | 1846  | 1851  |
| ----- | ----- | ----- | ----- | ----- | ----- | ----- | ----- | ----- |
| 1 008 | 1 062 | 1 070 | 1 087 | 1 153 | 1 145 | 1 204 | 1 234 | 1 298 |

| 1856  | 1861  | 1866  | 1872  | 1876  | 1881  | 1886  | 1891  | 1896  |
| ----- | ----- | ----- | ----- | ----- | ----- | ----- | ----- | ----- |
| 1 370 | 1 367 | 1 410 | 1 408 | 1 494 | 1 553 | 1 587 | 1 613 | 1 549 |

| 1901  | 1906  | 1911  | 1921  | 1926  | 1931  | 1936  | 1946  | 1954  |
| ----- | ----- | ----- | ----- | ----- | ----- | ----- | ----- | ----- |
| 1 517 | 1 427 | 1 405 | 1 237 | 1 175 | 1 165 | 1 165 | 1 152 | 1 106 |

| 1962  | 1968  | 1975  | 1982 | 1990 | 1999 | 2004  | 2006  | 2009  |
| ----- | ----- | ----- | ---- | ---- | ---- | ----- | ----- | ----- |
| 1 134 | 1 171 | 1 067 | 980  | 952  | 911  | 1 004 | 1 122 | 1 311 |

| 2014  | 2019  | 2022  | - | - | - | - | - | - |
| ----- | ----- | ----- | - | - | - | - | - | - |
| 1 336 | 1 409 | 1 454 | - | - | - | - | - | - |

#### Pyramide des âges
La population de la commune est relativement jeune.
En 2018, le taux de personnes d'un âge inférieur à 30 ans s'élève à 41,1 %, soit au-dessus de la moyenne départementale (37,3 %). À l'inverse, le taux de personnes d'âge supérieur à 60 ans est de 17,0 % la même année, alors qu'il est de 23,8 % au niveau départemental.
En 2018, la commune comptait 715 hommes pour 672 femmes, soit un taux de 51,55 % d'hommes, largement supérieur au taux départemental (48,58 %).
Les pyramides des âges de la commune et du département s'établissent comme suit.
| Hommes | Classe d’âge | Femmes |
| ------ | ------------ | ------ |
| 0,8    | 90 ou +      | 0,4    |
| 5,6    | 75-89 ans    | 7,8    |
| 10,6   | 60-74 ans    | 8,8    |
| 19,3   | 45-59 ans    | 18,3   |
| 23,3   | 30-44 ans    | 22,8   |
| 13,9   | 15-29 ans    | 16,4   |
| 26,4   | 0-14 ans     | 25,5   |

| Hommes | Classe d’âge | Femmes |
| ------ | ------------ | ------ |
| 0,6    | 90 ou +      | 1,8    |
| 6      | 75-89 ans    | 8,6    |
| 15,1   | 60-74 ans    | 16,4   |
| 19,4   | 45-59 ans    | 18,8   |
| 20,1   | 30-44 ans    | 19,3   |
| 19,2   | 15-29 ans    | 17,4   |
| 19,5   | 0-14 ans     | 17,6   |

#### Autres éléments
Le nombre total de ménages à Pannecé est de 345. Ces ménages ne sont pas tous égaux en nombre d'individus. Certains de ces ménages comportent une personne, d'autres deux, trois, quatre, cinq voire plus de six personnes. Voici ci-dessous, les données en pourcentage de la répartition de ces ménages par rapport au nombre total de ménages.
Les ménages
| Ménages de :                | 1 personne | 2 pers. | 3 pers. | 4 pers. | 5 pers. | 6 pers. ou + |
| --------------------------- | ---------- | ------- | ------- | ------- | ------- | ------------ |
| Pannecé                     | 21,2 %     | 35,1 %  | 19,1 %  | 12,5 %  | 8,7 %   | 3,5 %        |
| Moyenne nationale           | 31 %       | 31,1 %  | 16,2 %  | 13,8 %  | 5,5 %   | 2,4 %        |
| Sources des données : Insee |            |         |         |         |         |              |

Le revenu moyen des ménages, pour l'année 2004, fut de 11 621 €/an, ce qui est inférieur à la moyenne nationale qui est de 15 027 €/an.

### Enseignement
Il y a une école à Pannecé, l'école primaire publique René-Goscinny.
En 1999, la population scolarisée comprenait, par tranche d'âge, 79,2 % des enfants de 2 à 5 ans, 96,7 % des enfants de 6 à 14 ans, 97,4 % de ceux ayant entre 15 et 17 ans, 26,9 % des 18 à 24 ans, 1,9 % des 25 à 29 ans et 0,2 % des plus de 30 ans.
En 2006, sur l'ensemble de la population non scolarisée, 23,1 % sont titulaires d'un CEP, 5,1 % du BEPC ou du Brevet des collèges, 30,0 % du CAP ou du BEP, 11,3 % du BAC ou un équivalent, 7,4 % d'un BAC +2 et 3,8 % d'un diplôme de niveau supérieur. 19,4 % de cette population n'a pas de diplôme.

### Cultes
Pannecé possède une église dédiée à Saint Martin.

## Économie

### Revenus de la population et fiscalité
Le revenu moyen des ménages, pour l'année 2004, fut de 11 621 €/an, ce qui est inférieur à la moyenne nationale qui est de 15 027 €/an.

### Emploi
La population active est de 407 personnes (44,7 % de la population). Le taux de chômage s'élève à 9,1 % en 2004, soit 40 personnes.
Répartition des emplois par domaine d'activité
|                             | Agriculteurs | Artisans, commerçants, chefs d'entreprise | Cadres, professions intellectuelles | Professions intermédiaires | Employés | Ouvriers |
| --------------------------- | ------------ | ----------------------------------------- | ----------------------------------- | -------------------------- | -------- | -------- |
| Pannecé                     | 11 %         | 7 %                                       | 6 %                                 | 11 %                       | 23 %     | 42 %     |
| Moyenne nationale           | 2,4 %        | 6,4 %                                     | 12,1 %                              | 22,1 %                     | 29,9 %   | 27,1 %   |
| Sources des données : Insee |              |                                           |                                     |                            |          |          |

## Culture et patrimoine

### Monuments et lieux touristiques

#### Monuments civils
Le château de la Rivière datant du XVe siècle. Il fut la propriété de la famille de la Rivière dont le premier chevalier connu est Pierre de La Rivière mentionné en 1262. À l'époque de la Révolution, c'est un centre de résistance royaliste.
La gentilhommière de la Papinière propriété de la famille Verger de la Papinière.
Les éoliennes de Pannecé.

#### Monuments religieux
L'église Saint-Martin datant des XVe – XVIe siècles. Elle remplace l'église Saint-Pierre, située à la Bourdinière, qui servait à l'origine d'église paroissiale.